# Этуар
Этуа́р (фр. Étouars) — коммуна во Франции, находится в регионе Аквитания. Департамент — Дордонь. Входит в состав кантона Ле-Перигор-вер-нонтронне. Округ коммуны — Нонтрон.
Код INSEE коммуны — 24163.

## География

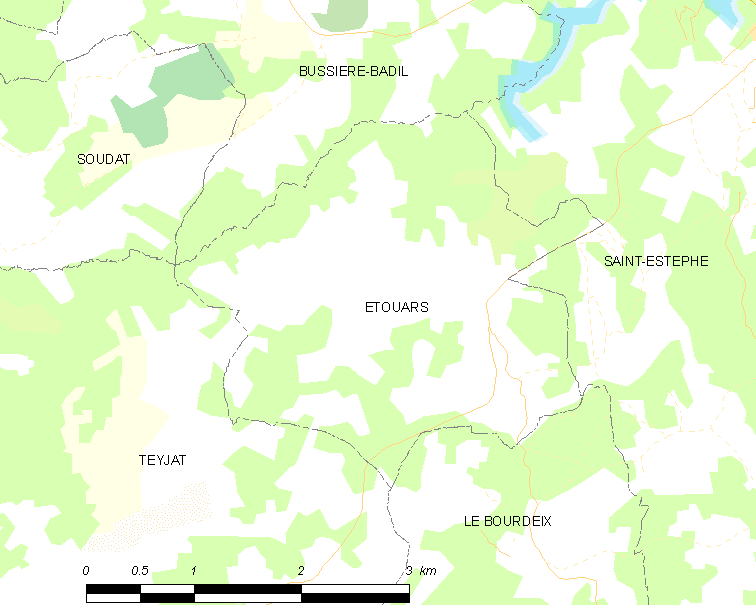
Карта коммуны

Коммуна расположена приблизительно в 390 км к югу от Парижа, в 130 км северо-восточнее Бордо, в 50 км к северу от Перигё.

### Климат
Климат умеренный океанический со средним уровнем осадков, которые выпадают преимущественно зимой. Лето здесь долгое и тёплое, однако также довольно влажное, здесь не бывает регулярных периодов летней засухи. Средняя температура января — 5 °C, июля — 18 °C. Изредка вследствие стечения неблагоприятных погодных условий может наблюдаться непродолжительная засуха или случаются поздние заморозки. Климат меняется очень часто, как в течение сезона, так и год от года.

## Население
Население коммуны на 2010 год составляло 144 человека.
| 1962 | 1968 | 1975 | 1982 | 1990 | 1999 | 2010 |
| ---- | ---- | ---- | ---- | ---- | ---- | ---- |
| 230  | 220  | 195  | 197  | 174  | 175  | 144  |

## Администрация
| Период | Период | Фамилия        | Партия       | Примечания |
| ------ | ------ | -------------- | ------------ | ---------- |
| ?      | 1995   | Морис Верньо   |              |            |
| 1995   | 2008   | Эрик Жанно     |              |            |
| 2008   | 2020   | Франсин Бернар | беспартийный |            |

## Экономика
В 2010 году среди 82 человек трудоспособного возраста (15-64 лет) 58 были экономически активными, 24 — неактивными (показатель активности — 70,7 %, в 1999 году было 67,7 %). Из 58 активных жителей работали 49 человек (29 мужчин и 20 женщин), безработных было 9 (3 мужчин и 6 женщин). Среди 24 неактивных 10 человек были учениками или студентами, 10 — пенсионерами, 4 были неактивными по другим причинам.

## Фотогалерея

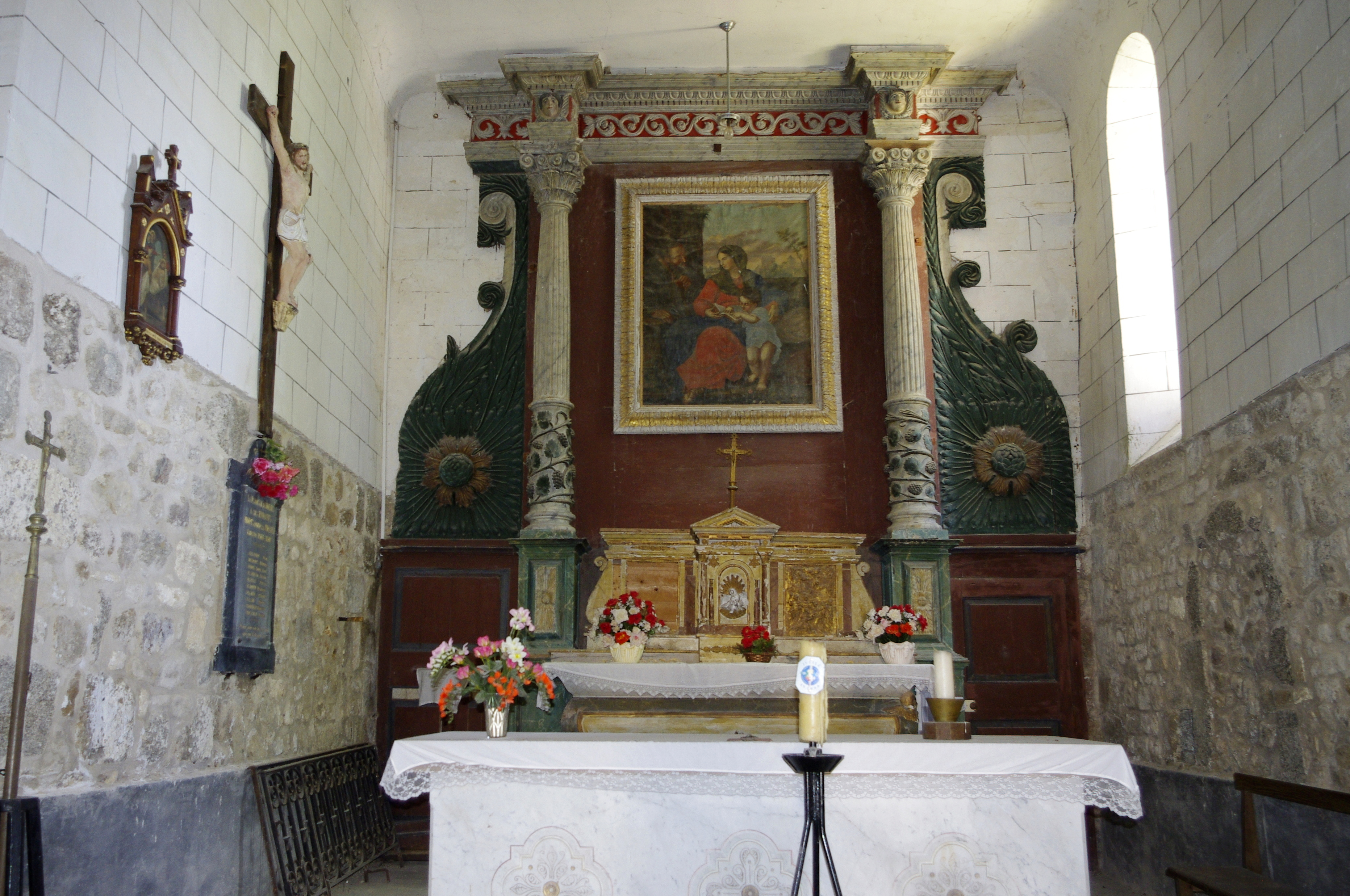
Интерьер Св. Сатурнина
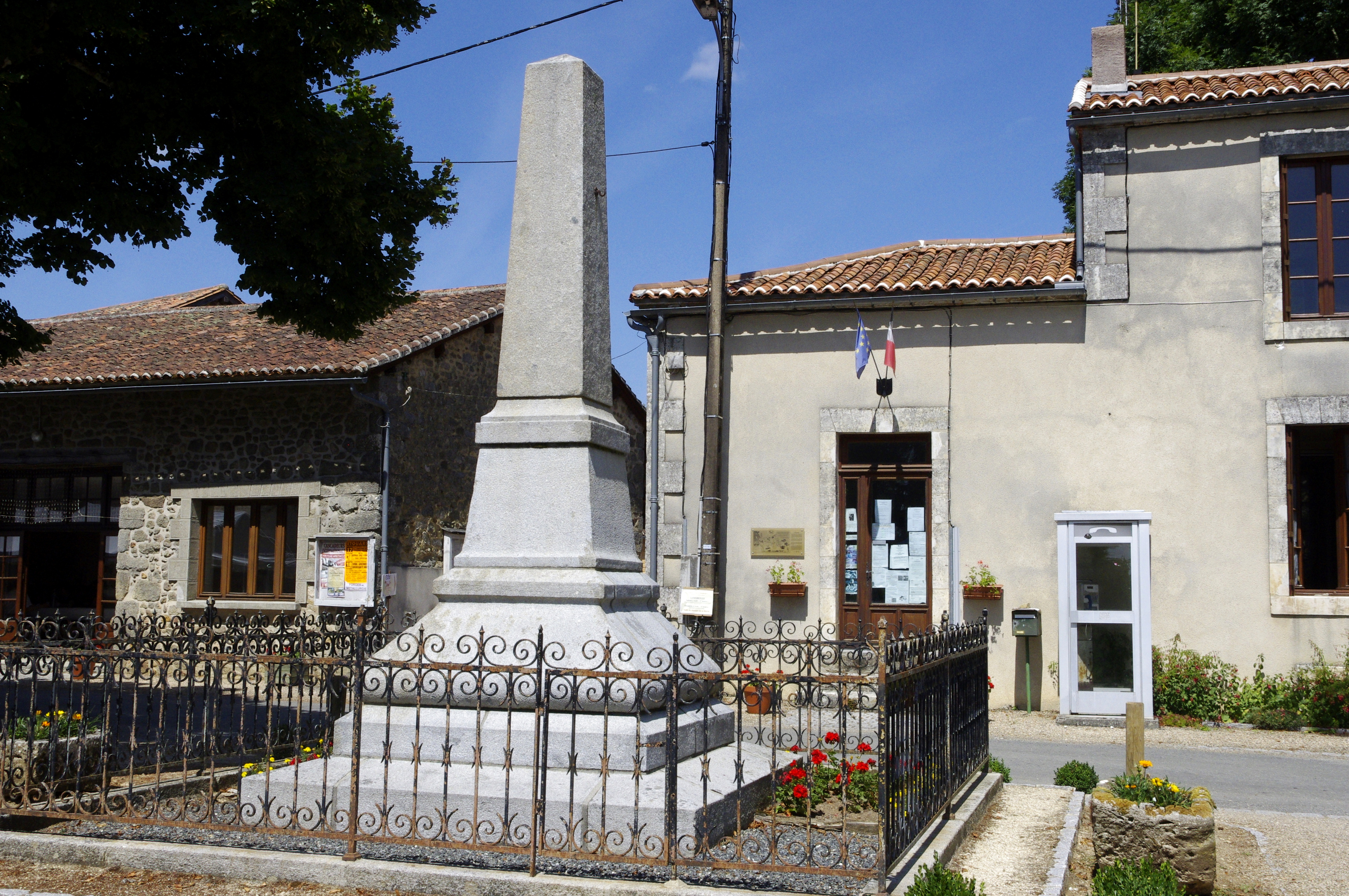
Военный мемориал
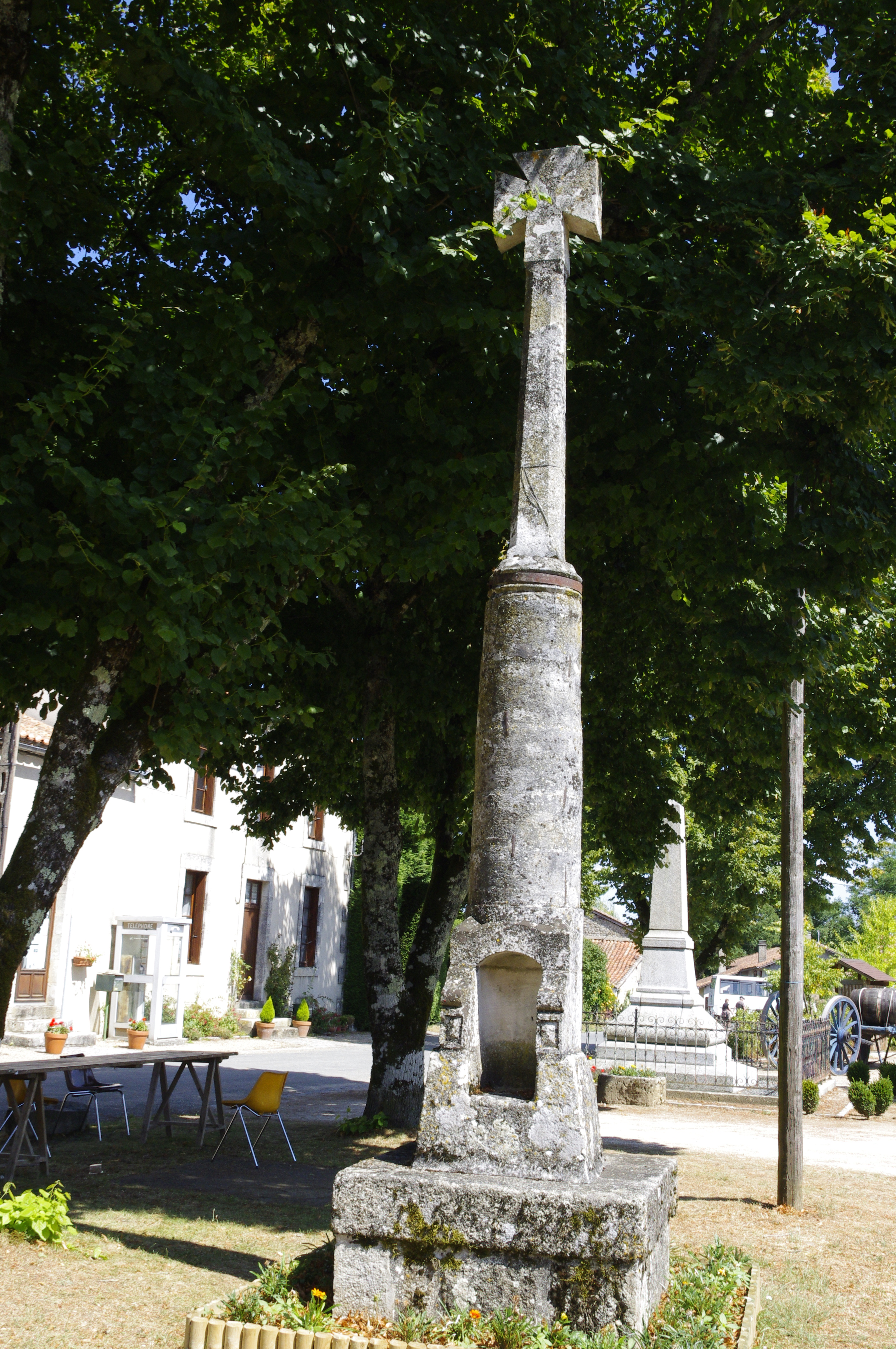
Крест
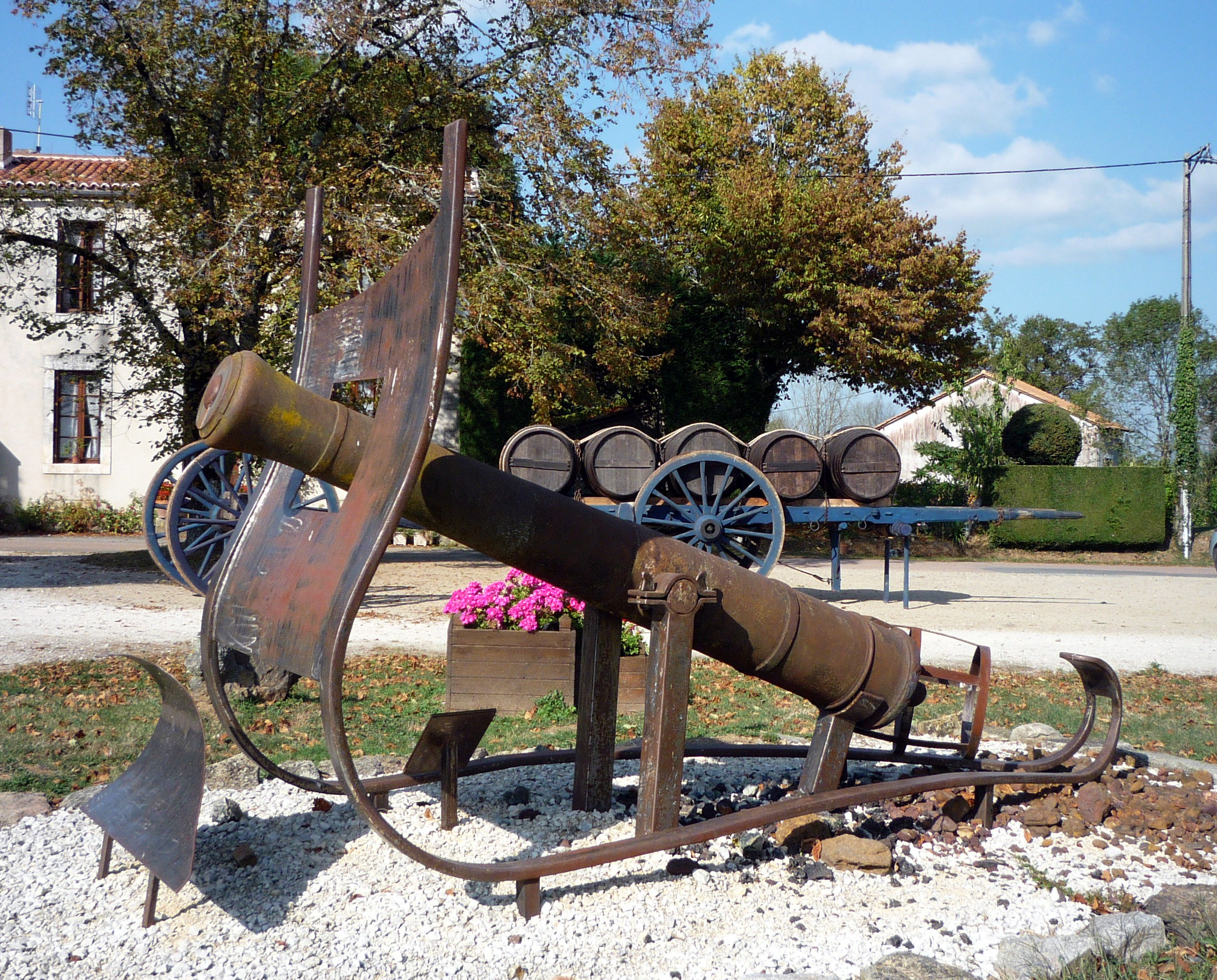
Морская пушка XVIII века